# Metakrylan metylu
Metakrylan metylu, MMA – organiczny związek chemiczny z grupy estrów, nienasycony ester metylowy kwasu metakrylowego. Jest monomerem używanym do produkcji polimetakrylanu metylu (PMMA). Ze względu na skłonność do samorzutnej polimeryzacji metakrylan metylu przechowywany jest z dodatkami stabilizacyjnymi.

## Zastosowanie
Stosowany jest do wyrobu tworzyw sztucznych (np. szkło akrylowe, materiały stomatologiczne), farb i lakierów oraz wykorzystywany jest w syntezie organicznej.